# Sicherheitsdirektion des Kantons Bern
Die Sicherheitsdirektion des Kantons Bern, kurz SID (französisch Direction de la sécurité du canton de Berne, DSE), ist eine der sieben Direktionen (vergleichbar mit den Landesministerien in den deutschen Bundesländern) der Zentralverwaltung des schweizerischen Kantons Bern. Ihr steht seit 1. Juni 2018 Regierungsrat Philippe Müller (FDP) als Sicherheitsdirektor vor. Bis zum 31. Dezember 2019 hiess die Direktion Polizei- und Militärdirektion des Kantons Bern (POM).

## Aufgaben
Die Sicherheitsdirektion erfüllt die kantonalen Aufgaben für Schutz und Sicherheit der Öffentlichkeit. Sie ist ebenfalls zuständig für die Soforthilfe bei Unfällen und Katastrophen. Zudem trifft sie Massnahmen zur Verbrechensverhütung und -bekämpfung und leistet den Verwaltungs- und Justizbehörden Amts- und Vollzugshilfe.
Mit der Kantonspolizei nimmt die Sicherheitsdirektion die kantonale Polizeihoheit wahr. Die Kantonspolizei gliedert sich in die vier Regionalpolizeien Bern, Seeland-Berner Jura, Mittelland-Emmental-Oberaargau und Berner Oberland. Daneben verfügt sie über weitere Abteilungen wie die Kriminalabteilung, die Abteilungen Planung und Einsatz oder Verkehr, Umwelt und Prävention.
Im Bereich des Strassen- und Schiffsverkehrs ist die Sicherheitsdirektion (bzw. das Strassenverkehrs- und Schifffahrtsamt) unter anderem zuständig für die Zulassung von Fahrzeug- bzw. Schiffsführern und von Fahrzeugen bzw. Schiffen wie auch für Administrativmassnahmen wie Verwarnungen und Ausweisentzüge.
Im Bereich des Justizvollzugs betreibt die Sicherheitsdirektion (bzw. das Amt für Justizvollzug) fünf Regionalgefängnisse (in Bern, Biel, Burgdorf, Moutier und Thun), vier Justizvollzugsanstalten (JVA Hindelbank, offenes Massnahmenzentrum St. Johannsen, JVA Thorberg und JVA Witzwil), ein Jugendheim und die Bewachungsstation im Inselspital.
Die Sicherheitsdirektion ist ebenfalls für die Bereiche Migration, Reisepapiere, Zivilstand und Einbürgerung zuständig. Im Bereich Zivilstandswesen betreibt die Sicherheitsdirektion (bzw. das Amt für Bevölkerungsdienste) die sieben Zivilstandsämter Bern-Mittelland (in Bern), Berner Jura (in Courtelary), Emmental (in Langnau i. E.), Oberaargau (in Langenthal), Oberland Ost (in Interlaken), Oberland West (in Thun) und Seeland (in Biel).
Schliesslich fallen auch die Bereiche Bevölkerungsschutz, Sport und Militär in die Zuständigkeit der Sicherheitsdirektion (bzw. des Amtes für Bevölkerungsschutz, Sport und Militär). Im Bereich Bevölkerungsschutz werden zusammen mit weiteren Partnern Vorsorge- und Einsatzplanungen erarbeitet, Führungsorgane ausgebildet, Übungen durchgeführt, die Zivilschutzausbildung und -einsätze koordiniert und die Einsatzbereitschaft der Bevölkerungsschutzinfrastruktur mit den dazugehörigen Anlagen, Alarmierungs- und Kommunikationsmitteln sichergestellt. Im Bereich Sport übernimmt die Sicherheitsdirektion zahlreiche Aufgaben im Bereich von Jugend+Sport (J+S), initiiert und koordiniert Projekte zur Förderung des Sports und stellt die Schnittstellen zum Schulsport, zum Sportfonds und zu anderen Verwaltungsstellen im Bereich des Sports sicher. Obwohl die Kantone per Ende 2003 ihre kantonale Militärhoheit eingebüsst haben, verbleiben ihnen einige diesbezügliche Aufgaben, welche sie zugunsten der Eidgenossenschaft bzw. der Schweizer Armee erbringen. Dazu gehören Aufgaben im Bereich des Schiess- und Disziplinarwesens, des Wehrpflichtersatzes und bei der Kontrolle der Erfüllung der Meldepflicht. Auch die Erfassung der Stellungspflichtigen, die Organisation der Orientierungstage für Männer und Frauen, die Rekrutierung und die Entlassungen aus der Militärdienstpflicht sowie Dienstverschiebungsgesuche von Wehrpflichtigen liegen im Zuständigkeitsbereich der Sicherheitsdirektion.

## Struktur
Die Sicherheitsdirektion gliedert sich in die folgenden Organisationseinheiten:
- Generalsekretariat der Sicherheitsdirektion (GS SID)
- Kantonspolizei (KAPO)
- Strassenverkehrs- und Schifffahrtsamt (SVSA)
- Amt für Justizvollzug (AJV)
- Amt für Bevölkerungsdienste (ABEV); bis 31. Dezember 2019 Amt für Migration und Personenstand[2]
- Amt für Bevölkerungsschutz, Sport und Militär (BSM)

Per Ende Dezember 2023 beschäftigte die Sicherheitsdirektion 4554 Mitarbeitende. Davon entfallen rund 2700 Mitarbeitende auf die Kantonspolizei.